# Trimetazidina
La trimetazidina es un medicamento para la angina de pecho que se vende con muchas marcas.  La trimetazidina se describe como el primer agente antiisquémico citoprotector desarrollado y comercializado por Laboratoires Servier (Francia). Es un agente metabólico antiisquémico (antianginoso) de la clase inhibidor de la betaoxidación de ácidos grasos, lo que significa que mejora la utilización de glucosa miocárdica a través de la inhibición del metabolismo de ácidos grasos.

## Mecanismo de acción
Inhibe la 3-cetoacil coenzima A tiolasa. El mecanismo de acción a nivel cardíaco o vascular no está claro. Facilitaría la protección de las células durante la falta de oxígeno (hipoxia), posiblemente modificando el metabolismo de los lípidos. Proporcionaría cierta protección contra el estrés oxidativo. Por lo tanto, parece mejorar la función sistólica cardíaca (fracción de eyección) durante la isquemia miocárdica y reducir sus síntomas. También podría reducir la formación de fibrosis cardíaca inducida por un aumento de la presión. A nivel vascular, mejora la función endotelial al mantener un mejor flujo tras la lesión transitoria de una arteria. Puede mejorar la sensibilidad a la insulina.

## Indicaciones principales
- Angina de pecho
- Mareos
- Disminución de la agudeza visual
- Tinnitus

Desde marzo de 2012 la EMA (Agencia Europea del Medicamento) ha decidido retirar 2 de las 3 indicaciones distintas a la angina de pecho en vista de la mala relación beneficio/riesgo. Aunque no se reconozca esta indicación, parece que la molécula tiene cierta eficacia durante la insuficiencia cardiaca, sea o no isquémica, tanto sobre los síntomas, la mejoría moderada de la función sistólica como sobre el pronóstico.

## Contraindicaciones
Está contraindicado en caso de alergia al producto y desaconsejado en caso de embarazo o lactancia.

## Efectos secundarios indeseables
- Trastornos digestivos
- Trombocitopenia
- Síndrome extrapiramidal
- Malestar

La trimetazidina ha sido tratada como una droga que destaca por su seguridad y por su tolerancia. Interactúa con inhibidores de la monoamino oxidasa.
Hay poca información sobre la repercusión de la trimetazidina en la mortalidad, casos cardiovasculares o la calidad de vida. Tomando casos al azar, ensayos controlados comparando a largo plazo la trimetazidina frente a agentes antianginales comunes, usando resultados clínicamente importantes sería justificable. Recientemente, la retrospectiva de una cohorte de estudio internacional multicentros ha mostrado, en efecto, que en pacientes con fallos en el corazón de diferentes etiologías, la adición de trimetazidina a una óptima terapia convencional puede mejorar frente a la mortalidad y vida insana.
La EMA recomienda que los médicos dejen de recetar trimetazidina para el tratamiento de pacientes con acúfenos, vértigo, o alteraciones visuales. La reciente evaluación de la EMA también ha revelado casos raros (3,6/1 000 000 pacientes en años) de síntomas de Parkinson -o extrapiramidales- tales como temblores, rigidez, acinesia, hipertonía, inestabilidad al andar, síndrome de las piernas inquietas, y otros relacionados con desórdenes del movimiento; la mayoría de los pacientes se recuperaron en el plazo de 4 meses tras la interrupción del tratamiento, así que se ha recomendado a los médicos que no receten este medicamento a pacientes con Parkinson, síntomas parkinsonianos, temblores, síndrome de las piernas inquietas, y otros relacionados con desórdenes del movimiento, o a pacientes con severos daños renales.
La molécula es uno de los diez medicamentos citados por el diario L'Express en 2010, que debe ser retirado del mercado en vista de los efectos secundarios, temblores, trastornos de la marcha y piernas inquietas, síndromes parkinsonianos, que no compensan los beneficios del tratamiento.

## Varios
La molécula está en la lista de drogas prohibidas por la Agencia Mundial Antidopaje. Fue utilizado en particular por Kamila Valieva.